# Union FC d'Ixelles
Union Footbal Club d'Ixelles was een Belgische voetbalclub uit Elsene in Brussel. Union FC Ixelles werd in 1892 opgericht, en nam in 1894 deel aan een eerste officieuze kampioenschap, en in 1895 aan het eerste echte Belgisch kampioenschap. De club werd echter zevende en laatste en besliste het jaar nadien niet meer mee te doen in de eerste klasse afdeling, en speelde zodoende slechts één seizoen op het hoogste Belgische niveau. In 1901 trok de club zich terug en hield op te bestaan. Het team speelde in zwart-wit.

## Resultaten
| Seizoen | Klasse | Klasse | Reeks        | Punten | Opmerkingen |
|         | I      | I      |              |        |             |
| ------- | ------ | ------ | ------------ | ------ | ----------- |
| 1895/96 | 7      | 7      | Ere Afdeling | 2      |             |